# Jean Francois Dominique Emile Vinson
Jean Francois Dominique Émile Vinson (1820-1889) fue un botánico francés, quien obtuvo su doctorado, en 1855, en la universidad de París. Realizó extensas expediciones botánicas a Brasil.
Fue farmacéutico en la isla Reunión.

## Algunas publicaciones
- 1861. Célébrités créoles, Philibert Commerson. Ed. Impr. du journal "La Malle". 12 pp.

### Libros
- 1855. Essai sur quelques plantes utiles de l'île Bourbon. Ed. impr. E. Thunot. 25 pp.
- 1868. Histoire naturelle du papayer. Ed. impr. de A. Roussin. 22 pp.

## Honores

### Epónimos
Género
- (Pandanaceae) Vinsonia Gaudich.[1]

Especies
- (Aspleniaceae) Asplenium vinsonii Cordem.[2]

- La abreviatura «Vinson» se emplea para indicar a Jean Francois Dominique Emile Vinson como autoridad en la descripción y clasificación científica de los vegetales.[3]